# Albatros D.III (Oef)
Albatros D.III (Oef) – austro-węgierski samolot myśliwski z okresu I wojny światowej, licencyjna udoskonalona wersja niemieckiego myśliwca Albatros D.III produkowana przez firmę Oeffag. Był jednym z podstawowych typów myśliwców używanych po odzyskaniu niepodległości przez Polskę, która była ich drugim co do liczebności użytkownikiem. W Austro-Węgrzech nazywany też Oeffag Albatros D.III, natomiast w Polsce oznaczony był jako Oeffag D.III. 

## Historia
W 1916 roku austriacka wytwórnia lotnicza Österrichische Flugzeugfabrik AG (Oeffag) w Wiener Neustadt zakupiła licencję na samolot myśliwski Albatros D.II konstrukcji niemieckiej wytwórni Albatros Flugzeugwerke GmbH.  Po zbudowaniu w wytwórni Oeffag 16 sztuk, wdrożono do produkcji nową wersję rozwojową tego samolotu – Albatros D.III, różniąca się głównie skrzydłami. Prototyp licencyjnego Albatrosa D.III (Oef) – skrót w nawiasie oznaczał wytwórnie – ukończono w lutym 1917 (nr. fabr. 53.20), po czym rozpoczęto produkcję tego samolotu. Pierwszą serię zbudowano w oparciu o kadłuby i silniki wersji D.II (Oef).

Silnik Austro-Daimler 200 KM eksponowany w MLP w Krakowie

Samolot austriacki różnił się od pierwowzoru, gdyż do jego napędu użyto silnika o większej mocy, umieszczonego pod oprofilowaną osłoną, a ponadto poprawiono wytrzymałość dolnego płata i komory płatów. Zmieniono także inne elementy konstrukcji, jak chłodnicę silnika i rury wydechowe. Uzbrojenie w postaci dwóch karabinów maszynowych umieszczono w kadłubie – w górnej części jego nosa (w niemieckim Albatrosie – na kadłubie). Na skutek mocniejszego silnika i większej wytrzymałości konstrukcji, Albatrosy produkcji Oeffag były bardziej udane od niemieckich pierwowzorów i legitymowały się nieco lepszymi osiągami. Samolot ten był następnie rozwijany, z zastosowaniem mocniejszych silników i innych ulepszeń.
W wytwórni Oeffag produkowano samoloty w następujących seriach różniących się zastosowanym silnikiem:
- seria 53.2 – silnik Austro-Daimler o mocy 185 KM (136 kW), wyprodukowano 45 samolotów
- seria 153 – silnik Austro-Daimler o mocy 200 KM (147 kW), wyprodukowano 281 samolotów
- seria 253 – silnik Austro-Daimler o mocy 230 KM (169 kW), wyprodukowano ponad 250 samolotów

W serii 153 część samolotów (od numeru 153.112) nie miała dużego kołpaka śmigła i miała zaokrągloną blachę osłony silnika, zachowano to w serii 253.
Łącznie w wyprodukowano ponad 580 samolotów Oeffag D.III.
Samoloty myśliwskie Albatros D.III (Oef) od lipca 1917 roku sukcesywnie wprowadzano do lotnictwa austro-węgierskiego na frontach południowym i wschodnim. Piloci austriaccy odnieśli na nich do końca I wojny światowej wiele zwycięstw w walkach powietrznych. Od maja 1918 na froncie pojawiła się najlepsza seria 253, której do listopada 1918 lotnictwu austro-węgierskiemu przekazano 208 egzemplarzy.

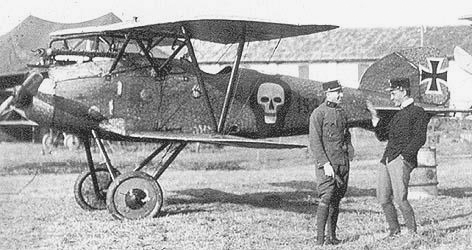
Albatros D.III (Oef) serii 153 czołowego austriackiego asa Godwina Brumowskiego (po lewej)

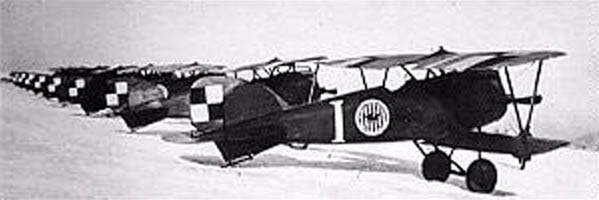
Polskie Albatrosy (Oef) 7 Eskadry Myśliwskiej

## Użycie samolotów w Wojsku Polskim
Już 31 grudnia 1918 wytwórnia Oeffag zaoferowała rządowi polskiemu sprzedaż samolotów 253. serii (była to pierwsza oferta dostawy samolotów do Polski). 13 stycznia 1919 Polska podpisała umowę na zakup w wytwórni w Austrii pierwszej partii 12 samolotów, a następnie jeszcze 14 i 12 – łącznie 38. Samoloty te przywieziono do Polski złożone, transportem kolejowym do końca 1919 roku. W Krakowie samoloty te zostały zmontowane, pierwsze egzemplarze w lipcu 1919 roku, ostatnie w 1921. Ponadto pod koniec 1918 roku zdobyto na terenie Małopolski 7 lub 10 samolotów tego typu. Dla odróżnienia od oryginalnych samolotów niemieckich, w Polsce oficjalnie wprowadzono nazwę Oeffag D.III. Łącznie więc polskie lotnictwo wojskowe dysponowało 45 lub 48 samolotami myśliwskimi Oeffag D.III. 
Samoloty te przydzielono do eskadr myśliwskich: 7 eskadra myśliwska (12 samolotów, od sierpnia 1919) i 13 eskadra myśliwska (11 samolotów, od kwietnia 1920.  – dawna 2. eskadra wielkopolska), pozostałe samoloty skierowano do szkół lotniczych.
Na samolotach Oeffag D.III piloci polscy walczyli w 1920 roku w wojnie polsko-bolszewickiej. Wobec niewielkiej aktywności lotnictwa radzieckiego, nie dochodziło na ogół do walk w powietrzu, natomiast polskie myśliwce były wykorzystywane przede wszystkim do rozpoznania oraz ataków szturmowych na wojska naziemne z użyciem karabinów maszynowych oraz  lekkich bomb zrzucanych ręcznie lub z prowizorycznych wyrzutników.
Po zakończeniu działań wojennych kilka tych samolotów używano w 15 eskadrze myśliwskiej (później zmieniono je numer na 112) do 1926 roku. Pojedyncze egzemplarze znajdowały się również w eskadrach treningowych 2 i 3 pułku lotniczego, ostatecznie wycofano je z użycia pod koniec lat dwudziestych.
Według innych źródeł, wycofano je z eskadr do końca 1923 roku.

## Opis techniczny
Samolot Oeffag D.III był jednomiejscowym samolotem myśliwskim, półtorapłatem o konstrukcji mieszanej, kadłub kryty sklejką i blachą metalową, płaty płótnem. Usterzenie klasyczne o kształcie eliptycznym. Napęd silnik rzędowy, chłodzony cieczą. Podwozie stałe – klasyczne. Śmigło drewniane.
Płaty o konstrukcji drewnianej (górny – dwudźwigarowy, dolny – jednodźwigarowy) kryte były płótnem. Lotki umieszczono tylko w górnym płacie. Kadłub o konstrukcji półskorupowej, o przekroju stożkowym, kryty sklejką, mieścił w przedniej części silnik rzędowy chłodzony cieczą, osłonięty blachą aluminiową. Za silnikiem w kadłubie znajdowała się odkryta kabina pilota z zamocowanym z przodu małym wiatrochronem. Na końcu kadłuba zamontowano usterzenie klasyczne o dużej powierzchni, kształtu eliptycznego, konstrukcji drewnianej, kryte płótnem. Śmigło zaopatrzono w kołpak.